# Quinto Nonio Regiliano
Quinto Nonio Regiliano  (m. 263) fue uno de los treinta tiranos que se hicieron proclamar emperadores tras la  muerte de Valeriano, disputándole a Galieno su condición de emperador único.
De origen dacio, había desempeñado cargos como militar con Valeriano. Se autoproclamó en el 260 en Mesia Secunda y continuó haciendo la guerra a los sármatas. En el año 263 se sometió a Galieno, muriendo en combate ese mismo año.